# Al-Khalis
al-Khalis (arabiska: الخالص) är en irakisk stad i provinsen Diyala. Staden ligger 15 kilometer norr om Baquba och ungefär 55 kilometer norr om Bagdad.